# Julius Elster
Julius Elster (Blankenburg, 24 de dezembro de 1854 – Wolfenbüttel, 6 de abril de 1920) foi um físico alemão que, juntamente com Hans Geitel, construiu em 1904 a primeira fotocélula.